# Organismo Autónomo Parques Nacionales
El Organismo Autónomo Parques Nacionales (OAPN) es un organismo público español, adscrito al Ministerio para la Transición Ecológica y el Reto Demográfico, responsable de la administración de la Red de Parques Nacionales y de la Red Española de Reservas de la Biosfera. El OAPN nació en 1995 de la fusión de los desaparecidos Instituto para la Conservación de la Naturaleza (ICONA) e Instituto Nacional de Reforma y Desarrollo Agrario (IRYDA).
El organismo está plenamente integrado en el Ministerio, ostentando la presidencia el secretario de Estado de Medio Ambiente y la vicepresidencia el director general de Biodiversidad, Bosques y Desertificación. Sin embargo, el director ejecutivo del organismo es Javier Pantoja Trigueros desde el 1 de abril de 2022.

## Funciones
Corresponden al Organismo Autónomo Parques Nacionales las siguientes funciones:
- La formulación de la política nacional en materia de parques nacionales, así como proponer la normativa y desarrollar los instrumentos de planificación y administrativos que permitan cumplir con los objetivos establecidos por dicha política.
- El desarrollo de las funciones y el ejercicio de las competencias que en materia de parques nacionales le atribuye la normativa estatal, en particular la Ley 30/2014, de 3 de diciembre, de Parques Nacionales, y sus normas de desarrollo.
- La planificación y gestión de los espacios naturales de competencia estatal adscritos o de su titularidad.
- La gestión de los montes, fincas y otros bienes patrimoniales adscritos o de su titularidad.
- La coordinación y promoción del desarrollo en nuestro país del Programa Hombre y Biosfera (Programa MaB) de UNESCO, así como la promoción, coordinación y apoyo a la Red de Reservas de la Biosfera (Hombre y Biosfera) .
- El apoyo, como medio instrumental para el desarrollo de acciones concretas, al desarrollo de las políticas del departamento en materia de biodiversidad, conservación y uso sostenible de los recursos naturales, conservación de fauna, flora, hábitat y ecosistemas naturales en el medio terrestre y marino.
- Prestación al público de servicios de información y documentación especializados en materia de espacios protegidos, conservación de la naturaleza, divulgación, comunicación y educación ambiental.
- Organización, apoyo y desarrollo de actuaciones de educación, formación, información, intercambio de ideas y debate, sensibilización y comunicación para el desarrollo de las funciones anteriores.

- El apoyo, como medio instrumental para el desarrollo de acciones concretas, al desarrollo de las políticas del Departamento en materia de educación, información, sensibilización, formación y participación pública sobre temas medioambientales a través del Centro Nacional de Educación Ambiental (CENEAM).
- Cooperación con entidades públicas y privadas, tanto de ámbito nacional (estatal, autonómico y local) como internacional, para el desarrollo de las funciones anteriores.
- Las derivadas de la asunción de los montes, fincas y otros bienes patrimoniales de los que eran titulares los extintos organismos autónomos Instituto Nacional para la Conservación de la Naturaleza (ICONA) e Instituto Nacional de Reforma y Desarrollo Agrario (IRYDA), así como de todos los bienes, derechos y obligaciones de los mismos.

## Parques Nacionales
Para la conservación de ciertos entornos naturales con excepcionales características, España posee una Red de Parques Nacionales. Esta red, compuesta en 2023 de 16 parques nacionales, integra «espacios naturales, de alto valor ecológico y cultural, poco transformados por la explotación o actividad humana que, en razón de la belleza de sus paisajes, la representatividad de sus ecosistemas o la singularidad de su flora, de su fauna, de su geología o de sus formaciones geomorfológicas, poseen unos valores ecológicos, estéticos, culturales, educativos y científicos destacados cuya conservación merece una atención preferente y se declara de interés general del Estado».
La gestión directa de los parques nacionales recae sobre las comunidades autónomas españolas, siendo confirmado este aspecto por el Tribunal Constitucional, que en 1995 consideró inconstitucional el carácter exclusivo que la Ley 4/1989, de 27 de marzo, de Conservación de los Espacios Naturales y de la Flora y Fauna Silvestres confirió a la gestión estatal de los parques. Otra sentencia de 2004 confirmó la exclusividad autonómica para la gestión de los parques, confirmando el papel del Estado como coordinador de la Red a través del Organismo Autónomo Parques Nacionales (OAPN).
La vigente Ley de Parques Nacionales recoge esta jurisprudencia constitucional, dando al Gobierno de España un papel coordinador y a las comunidades autónomas la gestión de los parques. Sin embargo, la ley prevé, en su artículo 22, la capacidad del Estado de intervenir un Parque Nacional si se constatara «un estado de conservación desfavorable y los mecanismos de coordinación no resultaren eficaces para garantizar su conservación», por lo que también tiene un papel de supervisor. Por último, únicamente el Estado, a través de una ley de las Cortes Generales, tiene la potestad para declarar un entorno natural como parque nacional, así como retirar esta condición.
La Red de Parques Nacionales alcanzó la cifra de 10 millones de visitantes en el año 2000, pasando a ser 15 millones en 2016 y alcanzando su máximo en 2017, con 15,51 millones de visitantes. Tras el mínimo de 9,3 millones registrado en 2020 como consecuencia de la pandemia de COVID-19, en 2023 se volvió a rebasar la cifra de los 15 millones.

### Reservas de la Biosfera
El OAPN también administra la Red Española de Reservas de la Biosfera (REBR). La REBR está integrada por las 53 reservas de la biosfera españolas designadas como tales por la Unesco, siendo la última en integrarse la Ribiera Sacra, Serras do Oribiio y Courel, ubicada en Galicia. Además de estas, España tiene otras reservas de la biosfera, pero no están tan protegidas ni cuentan con la coordinación y apoyo del OAPN.

## Directores
| N.º | Nombre                          | Mandato                  | Mandato                  |
| N.º | Nombre                          | Inicio                   | Final                    |
| --- | ------------------------------- | ------------------------ | ------------------------ |
| 1   | Jesús Casas Grande              | 15 de julio de 1995      | 26 de enero de 1996      |
| 2   | Antonio J. Troya Panduro        | 29 de marzo de 1996      | 10 de septiembre de 1996 |
| 3   | Alberto Ruiz del Portal Mateos  | 10 de septiembre de 1996 | 2 de octubre de 1999     |
| 4   | Basilio Rada Martínez           | 25 de julio de 2000      | 8 de junio de 2004       |
| 5   | Juan Garay Zabala               | 30 de julio de 2004      | 5 de junio de 2009       |
| 6   | José Jiménez García-Herrera     | 5 de junio de 2009       | 30 de diciembre de 2009  |
| 7   | Olga Baniandrés                 | 30 de diciembre de 2009  | 18 de noviembre de 2011  |
| 8   | Basilio Rada Martínez           | febrero de 2012          | 19 de julio de 2018      |
| 9   | Juan José Areces Maqueda        | 19 de julio de 2018      | 23 de septiembre de 2020 |
| 10  | María Jesús Rodriguez de Sancho | 23 de septiembre de 2020 | 1 de abril de 2022       |
| 11  | Javier Pantoja Trigueros        | 1 de abril de 2022       | En el cargo              |

## Comités

### Comité de Colaboración y Coordinación de Parques Nacionales
En el ámbito de la Administración General del Estado está constituido el Comité de Colaboración y Coordinación de Parques Nacionales. Este comité tiene como objetivo profundizar en los mecanismos de colaboración y coordinación, estudiar posibles efectos comunes, conciliar la puesta en marcha de programas y actuaciones en los parques nacionales, intercambiar información y experiencias, y facilitar la difusión del conocimiento de los parques nacionales.
El Comité de Colaboración y Coordinación de Parques Nacionales es presidido por el director del Organismo Autónomo Parques Nacionales, y forman parte del mismo los responsables de cada parque nacional designados por cada comunidad autónoma, hasta un máximo de doce representantes del Organismo, y los responsables de los centros y fincas del OAPN que estén ubicados dentro del ámbito territorial de los Parques Nacionales. También son parte el director Adjunto del Organismo, que ejerce la vicepresidencia y un funcionario del OAPN que ejerce la secretaría.

### Comité Científico de Parques Nacionales
El Comité Científico es el órgano del OAPN encargado de asesorar científicamente sobre cualquier cuestión que le sea planteada desde la Dirección del Organismo Autónomo, a iniciativa de esta o a petición de las administraciones gestoras de los parques nacionales.
Forman parte del comité el director y Director Adjunto que ejercerán la presidencia y vicepresidencia, respectivamente; veinte vocales nombrados por el director por un mandato de cuatro años y funcionario del Organismo que ejercerá la secretaría.